# Marte odihnindu-se
Marte sau Marte odihnindu-se este un tablou în ulei realizată în 1640 de Diego Velázquez. Acum se află în muzeul Prado. Pictura a fost inspirată de Il Pensieroso, una dintre sculpturile lui Michelangelo pentru familia Medici în noua sacristie a Bazilicii San Lorenzo. Acest tablou este o ilustrare satirică a zeului Marte. Se crede că a fost terminat în jurul anilor 1639-1640.